# 深圳图书馆北馆

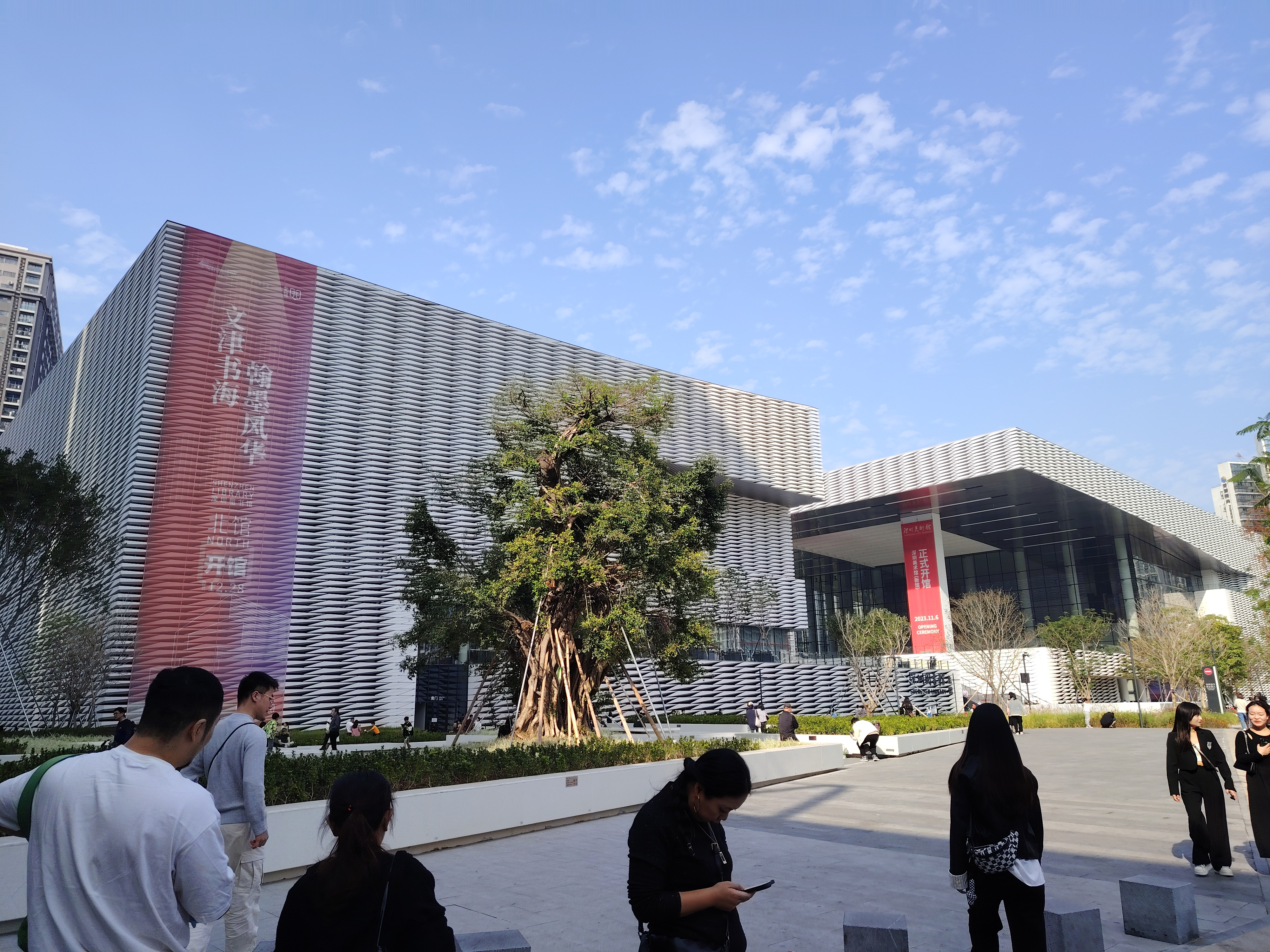
深圳图书馆北馆（左侧）和深圳美术馆新馆

深圳图书馆北馆位于中华人民共和国广东省深圳市龙华区。建筑面积约7.2万平方米，地上6层，地下3层，设计藏书量800万册，提供座位2500个。建筑为白色，与深圳美術館新馆相呼应。可乘坐深圳地铁4号线/6号线到达红山站。

## 地下书库
该馆拥有智能立体书库，位于图书馆地下3层，深达18米，总面积约3,000平方米，接近7个标准篮球场的大小，可容纳实体书本超过400万册。每当有读者下达借阅订单时，机械臂就会开始上下穿梭钢架取书。